# Karel Hendrik Gaarlandt
Karel Hendrik (Dick) Gaarlandt (Hilversum, 11 september 1909 – Amersfoort, 22 september 1985) was burgemeester van Gasselte en Emmen en commissaris van de Koningin in Drenthe.

## Leven en werk
Gaarlandt werd op 11 september 1909 te Hilversum geboren als zoon van de KNIL-officier en latere burgemeester Egbertus Gerrit Gaarlandt en Hermina Johanna Maria de Kat. Na zijn gymnasiumopleiding in Gorinchem en Gouda studeerde hij rechten aan de Rijksuniversiteit van Leiden. Hij werd advocaat en procureur in Gouda, de stad waarvan zijn vader burgemeester was. In 1938 werd hij benoemd tot burgemeester van Gasselte. In de Tweede Wereldoorlog ontdekte hij al vrij snel dat er met de administratie en met de joden iets moest gebeuren, dus hij heeft het onmogelijk gemaakt dat de joden konden worden aangegeven. Voor deze verzetsdaad werd hij door de bezetter gevangengezet in Kamp Amersfoort en Kamp Vught. Tijdens de oorlog werd hij invalide door een granaat aanval. In 1940 en in 1946 was hij gedurende enige tijd waarnemend burgemeester van Borger. In 1946 werd hij benoemd tot burgemeester van Emmen en in 1964 tot commissaris van de Koningin van de provincie Drenthe. Deze functie zou hij bekleden tot 1974. Politiek gezien was hij partijloos, maar voelde zich verwant met de sociaaldemocratie. Gaarlandt werd op 29 april 1961 benoemd tot commandeur in de Orde van Oranje-Nassau en op 13 augustus 1974 tot grootofficier in de Orde van Oranje-Nassau.
Gaarlandt trouwde op 19 oktober 1938 te Rotterdam met Grada Johanna Vlaskamp en hertrouwde op 28 maart 1973 te Haarlemmermeer met Anna Helena Sanders; hij had één zoon en één dochter. Zijn dochter was Elka Gaarlandt, een Paralympisch atleet die aan de 1e Paralympische spelen in 1960 meedeed en meerdere Paralympische medailles won, onder meer een gouden. Hij overleed op 22 september 1985 in Amersfoort.

## Varia
Op 8 oktober 1973 opende Gaarlandt het nieuw gebouwde schoolgebouw van de openbare basisschool in Nijeveen, de school die vanaf dan zijn naam zou dragen. OBS Commissaris Gaarlandt.
- Biografisch Portaal: 50391167
- International Standard Name Identifier: 0000 0003 8886 8703
- Nederlandse Thesaurus van Auteursnamen: 073548685
- Parlement.com: vg09llz2mlw0
- Virtual International Authority File: 282171445
- WorldCat: E39PBJyRxyMk3Xhh97VwF7x4bd